# St. Helena (Carolina del Nord)
St. Helena és una població dels Estats Units a l'estat de Carolina del Nord. Segons el cens del 2008 tenia 512 habitants.

## Demografia
Segons el cens del 2000, St. Helena tenia 395 habitants, 162 habitatges i 116 famílies. La densitat de població era de 27 habitants per km².
Dels 162 habitatges en un 32,1% hi vivien nens de menys de 18 anys, en un 61,7% hi vivien parelles casades, en un 8,6% dones solteres, i en un 27,8% no eren unitats familiars. En el 24,1% dels habitatges hi vivien persones soles el 12,3% de les quals corresponia a persones de 65 anys o més que vivien soles. El nombre mitjà de persones vivint en cada habitatge era de 2,44 i el nombre mitjà de persones que vivien en cada família era de 2,88.
Per edats la població es repartia de la següent manera: un 23,8% tenia menys de 18 anys, un 6,1% entre 18 i 24, un 26,6% entre 25 i 44, un 29,1% de 45 a 60 i un 14,4% 65 anys o més.
L'edat mediana era de 42 anys. Per cada 100 dones de 18 o més anys hi havia 83,5 homes.
La renda mediana per habitatge era de 36.042 $ i la renda mediana per família de 48.750 $. Els homes tenien una renda mediana de 30.417 $ mentre que les dones 19.545 $. La renda per capita de la població era de 18.040 $. Entorn del 5,7% de les famílies i el 7,7% de la població estaven per davall del llindar de pobresa.

## Poblacions més properes
El següent diagrama mostra les poblacions més properes.